# Blockbuster Video
Blockbuster Video, formelt Blockbuster LLC og tidligere Blockbuster Inc. er en amerikanskejet butikskæde, der tilbyder udlejning af spillefilm og computerspil; oprindeligt udelukkende via fysiske butikker, men i de senere år også via streaming og video-on-demand. Kæden blev grundlagt i 1985. Den første butik åbnedes i Dallas, Texas med hovedsædet er beliggende i McKinney, Texas indtil 2011.
Som følge af et stærkt vigende marked med øget konkurrence fra bl.a. Netflix, indgav virksomheden i september 2010 konkursbegæring, og blev i april 2011 overtaget af Dish Network for 233 millioner amerikanske dollar. De lukkede alle detailbutikker i 2013, men efter en række lukninger, der oprindeligt blev rapporteret af Blockbuster Fan Page, i 2019, er kun en butik åben i Bend, Oregon, Amerikas Forenede Stater.
Fra 1993 til 2004 var Blockbuster ejet af Viacom.

## Blockbuster i Danmark
Blockbuster Video har været på det danske marked siden 1996, hvor man opkøbte Christianshavn Videos 35 butikker. Siden åbnede Blockbuster en del nye butikker. I 2009, hvor der var flest, talte kæden 72 butikker, men senere er nogle lukket, blandt andet tre butikker i København. I 2011 havde Blockbuster Video Danmark A/S et underskud på 5,363 millioner kroner. Administrerende direktør er Søren Heilmann. 
Efteråret 2013 blev navnet "Blockbuster" i Danmark solgt til TDC. TDC overtog dog ikke Blockbusters 46 fysiske butikker. De fortsatte under navnet Bluecity og fortsatte med at udleje film, men også supplere med køb og salg af blandt andet brugt elektronik.
TDC åbnede i dec. 2014 en streamingtjeneste under navnet blockbuster.dk